# Centraal Neutraal Ziekenhuis met Klassenverpleging
Het Centraal Ziekenhuis (officieel: Centraal Neutraal Ziekenhuis met Klassenverpleging) was een ziekenhuis in Alkmaar dat na de fusie met het Sint Elisabethziekenhuis is opgegaan in het Medisch Centrum Alkmaar.

## Geschiedenis

### Voorgeschiedenis
De voorganger van het Centraal Ziekenhuis was het stadsziekenhuis dat in 1785 ontstond na de samenvoeging van het St. Elisabethgasthuis (ook wel het Vrouwengasthuis genoemd) met het Mannengasthuis. Het Stadsziekenhuis was gevestigd in twee naast elkaar gelegen hofjes aan de Paternosterstraat vlak bij de Grote of St. Laurenskerk. Het Stadsziekenhuis bood jaarlijks zorg aan ongeveer 150 personen. In 1829 waren er slechts drie verpleegsters in dienst. Omdat het stadsziekenhuis sterk verouderd en vervallen was, werden de patiënten van het stadsziekenhuis in het katholieke Sint Elisabethgesticht behandeld.

### Centraal Ziekenhuis in de Cadettenschool
Het Stadsziekenhuis had behoefte aan uitbreiding of verplaatsing. In 1924 richtte de bevolking van Alkmaar de commissie Alkmaar Centraal Ziekenhuis Klasse Verpleging op. Deze commissie zorgde ervoor dat er genoeg geld ingezameld werd om de uitbreiding van het ziekenhuis te bekostigen. De commissie dacht eerst om een nieuw gebouw te laten bouwen. De bouw ging niet door omdat het ziekenhuis in de leeggekomen gebouwen van de voormalige Cadettenschool aan de Wilhelminalaan in de Alkmaarderhout zijn onderkomen vond. Na een grondige verbouwing van deze gebouwen, werd op 30 mei 1930 het nieuwe Stadsziekenhuis geopend. In het nieuwe ziekenhuis was plaats voor 150 bedden. Om de regionale functie én de neutraliteit te benadrukken, werd al in 1931 de naam veranderd van in Centraal Neutraal Ziekenhuis met Klassenverpleging, later kortweg Centraal Ziekenhuis genoemd. Vanaf 1930 beschikte Alkmaar dus over twee ziekenhuizen, samen goed voor ruim 500 bedden. 
In 1965 werd er een nieuw gebouw naar het ontwerp van prof. M.F. Duintjer van het Centraal Ziekenhuis in gebruik genomen. Enkele jaren later werd er een polikliniek bij gebouwd. In 1954 kozen de medisch specialisten van het Centraal Ziekenhuis ervoor om de eigen directie en die van het nabijgelegen Sint-Elisabethziekenhuis in het gebouw aan de Wilhelminalaan te vestigen.
In de jaren zestig wilden de twee ziekenhuizen, die op nog geen 500 meter afstand van elkaar stonden, nieuwe panden laten bouwen. Geen van beide ziekenhuizen kreeg hier toestemming voor. Hierdoor moesten de ziekenhuizen opnieuw kijken naar hoe zij verder wilden gaan. De ziekenhuizen besloten om een fusie aan te gaan. Die besprekingen verliepen stroef, omdat besloten werd dat de meeste behandelingen op de locatie Wilhelminalaan, oftewel het voormalige Centraal Ziekenhuis, uitgevoerd zouden worden. De medewerkers van het Sint-Elisabethziekenhuis gingen hiertegen in staking, maar zonder succes want de fusie ging gewoon door. Op 1 juli 1974 gingen beide ziekenhuizen op in het Medisch Centrum Alkmaar. 